# 2387 Сіань
2387 Сіань (2387 Xi'an) — астероїд головного поясу, відкритий 17 березня 1975 року.
Тіссеранів параметр щодо Юпітера — 3,214.
Названо на честь китайського міста Сіань (кит.: 西安), адміністративного центру провінції Шеньсі